# District de Wanxiu
Le district de Wanxiu (万秀区 ; pinyin : Wànxiù Qū) est une subdivision administrative de la région autonome du Guangxi en Chine. Il est placé sous la juridiction de la ville-préfecture de Wuzhou.

## Démographie
La population du district était de 15 900 habitants en 2010.